# Electra 2000
Electra 2000 (рус. Электра 2000) — второй студийный альбом американской альтернативной рок группы Hum, вышедший 19 октября 1993 года на инди-лейбле 12 Inch Records ограниченным тиражом в 1000 копий.

## Об альбоме
Тексты песен на данном альбоме стали более нелинейными и концептуальными, которые содержат космические и научно-фантастические образы. С этого момента такого рода лирика песен будет доминировать в последующих работах группы.
Это первый альбом группы Hum записанный в оригинальном составе: Мэтт Тэлботт (вокал, гитара), Тим Лэш (гитара), Джефф Димпси (бас) и Брайан Сент Пир (барабаны).
На композицию «Iron Clad Lou» снят видеоклип.

## Выпуск
Существует три варианта альбома: первая версия, или оригинальная, на обложке которого логотип группы чёрного цвета (был издан на 12 Inch Records) и вторая версия, где тот же логотип был красного цвета (был издан на Cargo Music). В 1997 году альбом был переиздан на лейбле Martians Go Home; он включал в себя лого группы бронзового цвета, а также бонус-трек «Diffuse». Данная композиция была записана во время работы над Electra 2000, но она не вошла в окончательный треклист — «Diffuse» был добавлен в сборник разных рок-исполнителей под названием Feast of the Sybarites.
В альбом вошла, в качестве скрытого трека, композиция «Monty Python Organ Grinder» — инструментальная композиция известной английской комик-группы Монти Пайтон.

## Отзывы критиков
Джейсон Андерсон из AllMusic негативно высказался по поводу проведённой работы микшеров на альбоме: «В эстетическом плане громкость группы и громкость барабанов были несовместимы <…>. Это редко, когда такая техническая проблема, в противном случае, затмевает приличный материал, но между этой ритмической трагедией и плохо записанным вокалом (который порой звучит как простое бормотание), Electra 2000 — небольшой провал».
В ретроспективном обзоре Tiny Mix Tapes назвали Electra 2000 «самым тяжёлым и безжалостным альбомом группы». Trouser Press назвали альбом «бодрящим, но в целом очевидным в своей атаке: простые мелодии сочетаются с бодрым бэкбитом и покрыты обжигающей чувственной гитарной агрессией».

## Список композиций
Автор текстов песен — Мэтт Тэлботт, музыка — группа Hum.
| №                   | Название | Длительность |
| ------------------- | --- | ------------ |
| 1.                  | «Iron Clad Lou» | 5:51         |
| 2.                  | «Pinch & Roll» | 3:26         |
| 3.                  | «Shovel» | 4:30         |
| 4.                  | «Pewter» | 4:09         |
| 5.                  | «Scraper» | 3:20         |
| 6.                  | «Firehead» | 3:30         |
| 7.                  | «Sundress» | 3:57         |
| 8.                  | «Double Dip» | 5:16         |
| 9.                  | «Winder» (Песня «Winder» заканчивается на отметке 5:44, после на отметке 6:08 вступает скрытый трек «Monty Python Organ Grinder». В остальных изданиях скрытый трек отсутствует) | 14:18        |
| Общая длительность: | Общая длительность: | 44:20        |

| №   | Название  | Длительность |
| --- | --------- | ------------ |
| 10. | «Diffuse» | 4:34         |

## Участники записи
| Hum - Мэтт Тэлботт — вокал, ритм-гитара - Тим Лэш — соло-гитара - Джефф Димпси — бас-гитара - Брайан Сент Пир — барабаны | Производственный персонал - Брэд Вуд — продюсер, микширование, аудиоинженер - Энди Ходж — художник - Майк Старкевич — фотограф |